# Băneasa (Giurgiu)
Băneasa é uma comuna romena localizada no distrito de Giurgiu, na região de Muntênia. A comuna possui uma área de 110.97 km² e sua população era de 5277 habitantes segundo o censo de 2007.